# Philocaenus zambesiacus
Philocaenus zambesiacus är en stekelart som beskrevs av Van Noort 1994. Philocaenus zambesiacus ingår i släktet Philocaenus och familjen fikonsteklar.
Artens utbredningsområde är Malawi. Inga underarter finns listade i Catalogue of Life.